# Унгурень (Ботошань)
Унгурень, Унгурені (рум. Ungureni) — село у повіті Ботошані в Румунії. Входить до складу комуни Унгурень.
Село розташоване на відстані 386 км на північ від Бухареста, 17 км на північний схід від Ботошань, 99 км на північний захід від Ясс.

## Населення
За даними перепису населення 2002 року у селі проживали 2573 особи, з них 2572 особи (> 99,9%) румунів. Усі жителі села рідною мовою назвали румунську.